# منتخب الصين لسباعيات الرغبي للسيدات
منتخب الصين لسباعيات الرغبي للسيدات هو ممثل الصين الرسمي في المنافسات الدولية في سباعيات الرغبي للسيدات
.